# Playa de Xagó
La playa de Xagó es una playa situada en la localidad de Lugar de Nieva, perteneciente al concejo de Gozón, comunidad autónoma del Principado de Asturias, España.
Está compuesta de un arenal de casi 2 km de longitud y un espacio dunar de aproximadamente 350 000 m², que hace que sea incluida en el paisaje protegido del Cabo de Peñas.

## Características
Dada su extensa longitud se puede disfrutar de ella siempre de una forma desahogada, incluso los días en que la afluencia de gente es mayor, pudiendo encontrar en su orilla al atardecer multitud de pescadores, ya que es un lugar de reconocida fama por su lubina. Posee un fuerte y muy frecuente oleaje, debido a la orientación NW de donde procede normalmente el oleaje en el mar Cantábrico. Es muy conocida entre los practicantes de surf por la calidad de sus rompientes.
Se encuentra en todas las guías naturistas de España, puesto que se puede practicar el nudismo en diversas zonas de las dunas. Se trata en definitiva de una de las mejores playas del Cantábrico dada su baja influencia humana.
Actualmemte esta sufriendo una pérdida del volumen de arena lo que provoca la aparición de mucha cantidad de cantos rodados. Estos proceden de los vertidos de los continuos dragados desde mediados del siglo XX que se hacen en la ria de Avilés y depositan frente a la costa de esta playa.

## Dunas de Xagó

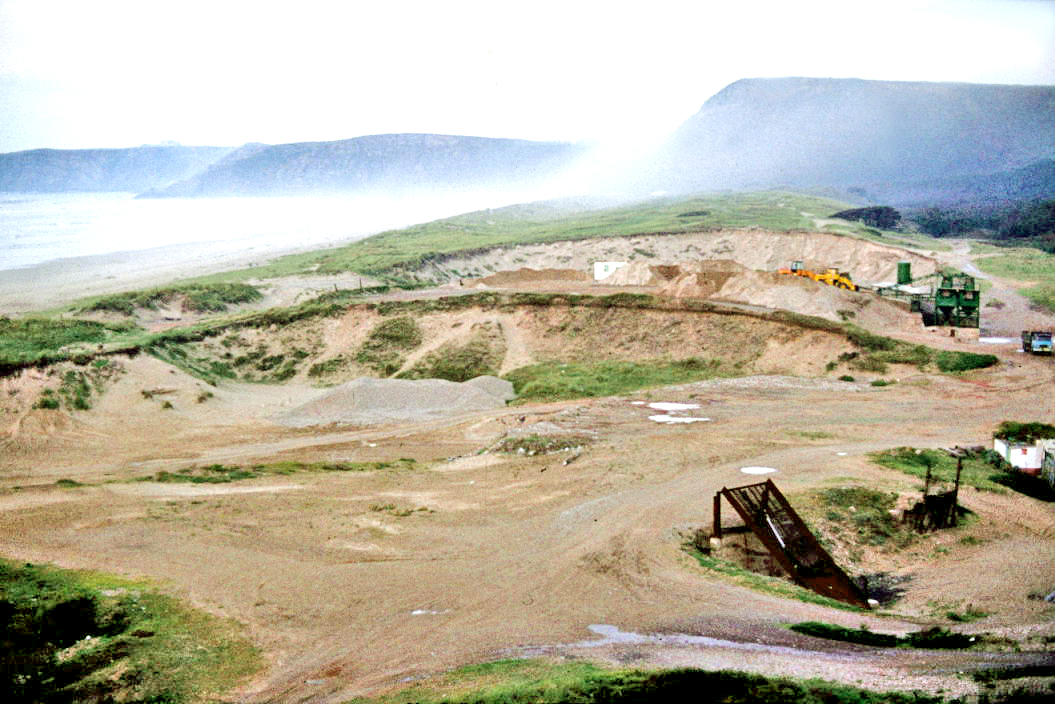
Excavaciones en la playa en la década de 1970.

El sistema dunar cuenta con más de 35 ha de extensión siendo uno de los más grandes del norte de España. En él se puede encontrar una abundante colonia de bonitas arenaria Ammophila que es una planta perenne, dotada de rizomas y con tallos de 6 a 12 dm de alto que ayuda en la fijación de las dunas de un modo extraordinario.
En este extenso arenal podemos distinguir tres tipos de dunas: cordones dunares con un perfil suave, dunas piramidales y lingüiformes. El complejo dunar está algo degradado por la extracción de arena para áridos.

## Servicios
La playa cuenta con duchas, dos chiringuitos, aseos, aparcamiento  y una amplia zona merendero con parrillas, donde se puede disfrutar de una agradable comida contemplando las naturales vistas del lugar. También posee un puesto de vigilancia y salvamento en temporada estival.